# Corybas holttumii
Corybas holttumii är en orkidéart som beskrevs av John Dransfield och George Smith. Corybas holttumii ingår i släktet Corybas, och familjen orkidéer. Inga underarter finns listade i Catalogue of Life.